# 克爾日齊鄉
45°51′N 22°50′E / 45.850°N 22.833°E
克爾日齊鄉（羅馬尼亞語：Comuna Cârjiți, Hunedoara），是羅馬尼亞的鄉份，位於該國西部，由胡內多阿拉縣負責管轄，面積46平方公里，海拔高度420米，2007年人口699，人口密度每平方公里15人。